# Annonay
Annonay (okcitansko Anonai) je naselje in občina v jugovzhodnem francoskem departmaju Ardèche regije Rona-Alpe. Naselje je s 17.156 prebivalci (2008) največji kraj v departmaju.

## Geografija
Kraj se nahaja v pokrajini Languedoc ob reki Cance in njenem pritoku Déôme 40 km jugovzhodno od Saint-Étienna in 45 km severozahodno od Valence.

## Uprava
Annonay je sedež dveh kantonov:
- Kanton Annonay-jug (del občine Annonay, občine Monestier, Roiffieux, Saint-Julien-Vocance, Talencieux, Vanosc, Vernosc-lès-Annonay, Villevocance in Vocance: 15.250 prebivalcev),
- Kanton Annonay-sever (del občine Annonay, občine Boulieu-lès-Annonay, Davézieux, Saint-Clair, Saint-Cyr in Saint-Marcel-lès-Annonay: 18.738 prebivlcev).

Oba kantona sta sestavna dela okrožja Tournon-sur-Rhône.

## Pobratena mesta
- Backnang (Baden-Württemberg, Nemčija),
- Barge (Piemont, Italija),
- Chelmsford (Anglija, Združeno kraljestvo).